# Igor Iljitsch Lyssy
Igor Iljitsch Lyssy (russisch Игорь Ильич Лысый, beim Weltschachbund FIDE Igor Lysyj; * 1. Januar 1987 in Swerdlowsk) ist ein russischer Schachspieler. Seit Januar 2023 tritt er unter der Flagge der FIDE an.

## Leben
Igor Lyssy wuchs in Nischni Tagil auf und studierte an der Staatlichen Gorki-Universität des Uralgebiets in Jekaterinburg, dem ehemaligen Swerdlowsk. 2012 veröffentlichte er gemeinsam mit dem ebenfalls aus Nischni Tagil stammenden Roman Owetschkin ein Buch über die Berliner Verteidigung: The Berlin Defence.

## Erfolge
Für Russland spielte er bei der U16-Olympiade 2003 in Denizli und erhielt dort eine individuelle Silbermedaille für sein Ergebnis von sechs Punkten aus acht Partien am Reservebrett. Im selben Jahr gewann er den Arctic Cup in Salechard, ein weiteres U-16-Mannschaftsturnier, am Spitzenbrett der Auswahl der Oblast Swerdlowsk vor der Nationalmannschaft der Niederlande. 2007 gewann er in Hengelo das Young-Masters-Turnier vor Arik Braun. Beim Chess Classic 2007 in Mainz gewann er den Preis für den besten U20-Spieler. Beim Rilton Cup 2009/10 war Lyssy in Stockholm punktgleich mit dem Sieger Eduardas Rozentalis. 2012 gewann er das Moskau Open mit einer Elo-Leistung von 2847. In Kasan gewann er im Dezember 2014 die russische Einzelmeisterschaft.
An European Club Cups nahm er 2010 für die Oblast Swerdlowsk teil, 2012 für Ekonomist SGSEU Saratow und 2014 für die Mannschaft Malachit Oblast Swerdlowsk, mit der er den dritten Platz belegte. Mit der Mannschaft aus Saratow nahm er 2012 am World-Cities-Turnier in al-Ain und scheiterte im Viertelfinale am späteren Sieger aus Hoogeveen. Mit Malachit Oblast Swerdlowsk wurde er 2014 russischer Mannschaftsmeister, vorher hatte er an diesem Wettbewerb 2003 bis 2005, 2007 und 2008 mit Politekhnik Nischni Tagil und 2010 mit Oblast Swerdlowsk teilgenommen, wobei er 2003 am sechsten Brett und 2005 am zweiten Reservebrett jeweils das beste Einzelergebnis erzielte. In der chinesischen Mannschaftsmeisterschaft spielte er 2015 für die Mannschaft von Hangzhou.
Zweimal nahm er am Schach-Weltpokal teil. 2011 in Chanty-Mansijsk schaltete er Michail Kobalija und Alexander Ivanov aus. In der dritten Runde scheiterte er an Leinier Domínguez. 2013 in Tromsø besiegte Lyssy in der ersten Runde Andrei Istrățescu und verlor in der zweiten mit 1:3 gegen Lewon Aronjan.
Den Titel Internationaler Meister erhielt Igor Lyssy im August 2005. Die Normen hierfür hatte er alle zwischen 2002 und 2004 bei Turnieren in Nischni Tagil erzielt. Großmeister ist er seit Juni 2007, die erforderlichen Normen erreichte er alle 2006 bei Turnieren in Nischni Tagil, Tomsk und Saratow.

## Veröffentlichungen
- The Berlin Defence. Chess Stars, Sofia 2012, ISBN 978-954-8782-89-0 (gemeinsam mit Roman Owetschkin).
- The Open Games for Black. Chess Stars, Sofia 2012, ISBN 978-954-8782-88-3 (gemeinsam mit Roman Owetschkin).
- The Hedgehog vs The English Reti. Chess Stars, Sofia 2017, ISBN 978-619-7188-13-4 (gemeinsam mit Roman Owetschkin).